# Алекперов, Ханлар
Ханлар Алекперов (азерб. Xanlar Ələkbərov; род. 24 февраля 1987) — азербайджанский волейболист и волейбольный тренер.

## Карьера
Родился 24 февраля 1987 года. С 2003 года играл за молодёжный состав ВК «Азернефть». С 2003 по 2005 год участвовал в молодёжных соревнованиях.
С 2005 по 2008 год являлся волейболистом ВК «Азернефть» и сборной Азербайджана.

## В качестве тренера
С 2010 по 2015 год являлся помощником тренера ЖВК «Локомотив».
С 2015 по 2016 год являлся помощником тренера ЖВК «Телеком».
С 2016 по 2017 год — главный тренер волейбольной команды «Нахичевань».
Являлся тренером юношеской сборной Азербайджана по волейболу.
Главный тренер ВК «Азеррейл» (1 октября 2019 — 2021).
С 2022 по 2025 год являлся помощником главного тренера ЖВК «Абшерон».
С 25 июня 2025 — помощник главного тренера ЖВК «Гянджа».